# Adiza Sanoussi
Adiza Sanoussi là đề cử của Alizata Sana, một tiểu thuyết gia Burkina Faso đương đại.

## Sinh, giáo dục và sự nghiệp
Sinh ra ở biên giới giữa Burkina Faso và Nigeria, cô có bằng tốt nghiệp CAPES, bằng Ma thuật về Địa lý Vật lý và Chứng chỉ Nghiên cứu Cao cấp về Kinh tế Hợp tác. Cô bắt đầu viết vào năm 2001. Từ năm 2004, cô quản lý tài liệu lưu trữ của Burkinabé Ministère des Enseignements Secondaires, Supérieurs et de la recherche Victifique, sau đó vào năm 2008 trở thành trưởng phòng lưu trữ máy tính trong cùng bộ. Cô hiện là (2016) một giảng viên tại Học viện Panafricain d'Etudes de Recherche sur les Médias, l'In information et la Communication (IPERMIC) của Đại học Ouagadougou.

## Sách
Cô đã xuất bản sáu cuốn sách bằng tiếng Pháp. Họ đối xử với các vấn đề xã hội mà những người trẻ châu Phi phải đối mặt như cưỡng hôn, mại dâm và di cư ở nông thôn.
- 2001: Les deux maris. Paris: Ấn bản Moreux (283 trang) ISBN 2-85112-029-8
- 2005: Devoir de cuissage. Ouagadougou: Ấn bản JEL (142 trang) ISBN 2-915889-03-1.[4]
- 2010: Et Yallah s'exila. Ouagadougou: Ấn bản JEL (161 trang) ISBN 978-2-915-88906-2.[5]
- 2012: Sốt, le duc de Liptougou. Paris: Mây. (184 trang) ISBN 978-2-336-00179-1.[6]
- 2013: Ciel dégagé sur Ouaga. Ouagadougou: Harmattan Burkina (146 trang) ISBN 978-2-677-92103-1.[7]
- Tiếng Tây Ban Nha [1]

## Giải thưởng
Vào năm 2008, bà đã được trao giải thưởng của Chevalier de l'Ordre du mérite des Arts, de la Culture et de la Communication, tại Hội chợ sách quốc tế Ouagadougou.